# Boleszczyn
Boleszczyn – wieś w Polsce położona w województwie wielkopolskim, w powiecie tureckim, w gminie Przykona.
W latach 1975–1998 miejscowość administracyjnie należała do województwa konińskiego.
We wsi funkcjonowała Szkoła Podstawowa.
Z Boleszczyna pochodzi Jacek Kiciński – klaretyn, biskup pomocniczy wrocławski.

## Kościół i parafia pw. św. Piotra i Pawła
Murowana, bezstylowa świątynia w Boleszczynie została wybudowana w latach 1811–1821. W 1899 została całkowicie przebudowana, w formach neogotyckich i neoromańskich. Pomimo napaści wojsk niemieckich na kościół podczas II wojny światowej, udało zachować się kielich z 1618 fundacji Sebastiana Miazka.